# 禹東琪
禹東琪（1952年5月17日—），是大韓民國的教育家，2010年7月1日起擔任大邱廣域市敎育監。

## 生平
禹東琪於1972年就讀大邱高等學校，1979年進入嶺南大學行政學系以博士畢業，被視為保守派的教育人物，2010年首次參選大邱廣域市敎育監即告當選。
2014年6月4日，禹東琪在大韓民國第六屆敎育監選舉中以595,097票擊敗兩名候選人丁萬鎮及宋寅正（韓語：송인정）連任大邱廣域市敎育監。